# میسیوف (دهانه)
میسیوف یک دهانه برخوردی در ماه‌ است.

## دهانه‌های اقماری
این دهانه ۲ دهانه اقماری دارد.
| Moiseev | عرض جغرافیایی | طول جغرافیایی | قطر          |
| ------- | ------------- | ------------- | ------------ |
| S       | ۸.۷° N        | ۱۰۰.۷° E      | ۲۹.۰ کیلومتر |
| Z       | ۱۱.۲° N       | ۱۰۳.۴° E      | ۸۰.۰ کیلومتر |